# Râul Răticna
Râul Răticna este un afluent al râului Râșcuța. 

## Hărți
- Harta județului Suceava